# Улица Ленина (Липецк)
У́лица Ле́нина — магистраль в Правобережном округе города Липецка. Проходит от улицы Зегеля до улиц Гагарина и Студёновской параллельно Интернациональной улице. К нечётной стороне улице Ленина примыкают улицы Желябова и Пролетарская.

## История
Улица сформировалась в процессе коренной перестройки Липецка в 1-й половине XIX века при реализации генерального плана города, утверждённого в 1805 году. Открытие курорта «Минеральные воды» привлекло в Липецк большое количество дворян, которые пожелали здесь селиться. Им отводились участки в лучшем месте города: на высоком берегу против Петровского пруда. Образовавшаяся здесь улица была названа Дворя́нской.
Улица проходит по краю Соборной горы. Застройка на чётной стороне сейчас практически отсутствует; вместо неё — Верхний парк. Улица была парадной, поэтому и селились на ней богатые липчане.
6 ноября 1918 года решением Липецкого уисполкома улица была переименована из Дворянской в Сове́тскую. 23 января 1924 года ей дали имя Ленина. До января 1969 года улица Ленина тянулась до Сокола. Потом её часть переименовали в Студёновскую.
В 1960-х годах практически все красивые особняки были снесены; вместо них в 1970-х годах возвели типовые оштукатуренные 12-этажные высотки (автор генплана В. Д. Тягунов).

## Застройка

### Историческая застройка
Сегодня остались лишь (все они имеют статус ):
- Дом аптекаря В. К. Вяжлинского (дом № 2; построен в 1910 году по проекту тамбовского епархиального архитектора В. И. Фреймана; ныне Художественный музей В. С. Сорокина — Дом мастера).
- Дом генерала А. М. Губина (дом № 7а; построен в начале XIX века; в 1917 году в здании был размещён Совет местных народных судей, с сентября 1918 года — военный комиссариат, после войны — металлургический техникум, 30 декабря 2005 году здание отдано под картинную галерею). Здесь же — ресторан «Былина».
- Дом купца Русинова (дом № 28; построен в первой половине XIX века; ныне Дворец бракосочетания; здание поставлено главным фасадом в сторону ныне не существующего Петровского пруда Нижнего парка; после революции здесь находился Дворец пионеров).

Дома аптекаря и Русинова в 1960-х годах были приговорены к сносу, так как по проекту ЦНИЭП градостроительства здесь создавался бульвар с фонтанами. Здесь установили памятник В. И. Ленину. Но проект был реализован не полностью; сейчас это Верхний парк.

## Адреса
На улице Ленина, 25, находится Липецкий областной краеведческий музей. Здесь же — Центр документации новейшей истории Липецкой области (до 1991 — архив обкома КПСС). В прошлом здесь располагался Дом политического просвещения обкома КПСС.
Дом № 34 — Липецкая епархия. Здание строилось под 36-й в стране широкоэкранный кинотеатр «Заря» (арх. А. К. Кузьминой). В нём было создано 600 мест. Кинотеатр открылся 4 августа 1957 года. В начале XXI века его переделали под головное здание епархии.
20 декабря 1968 года открылся детский санаторий «Восход» на 200 мест (дом № 40).
1 сентября 1970 году в новое здание на улице Ленина, 42, перенесён Педагогический институт (ныне — Липецкий государственный педагогический университет).
- № 11 — гостиница «Липецк». Открыта 15 мая 1972 года на месте снесённого здания треста «Липецкгражданстрой». В том же году при ней был открыт ресторан, ныне не существующий.

- № 23 — гостиница «Комфорт». Кроме неё здесь же расположены многочисленные торговые, юридические, туристические и прочие организации.

- № 35 — областная клиническая больница (в прошлом — больница обкома КПСС).

- № 9 — выставочный зал.
- № 7а — Липецкий областной художественный музей.[1]

- № 5 — магазин сети «Перекрёсток» (ранее здесь был первый в Липецке супермаркет «Калинка»).

- № 36 — отель «Металлург» с рестораном под названием «На Дворянской».

## Фотогалерея

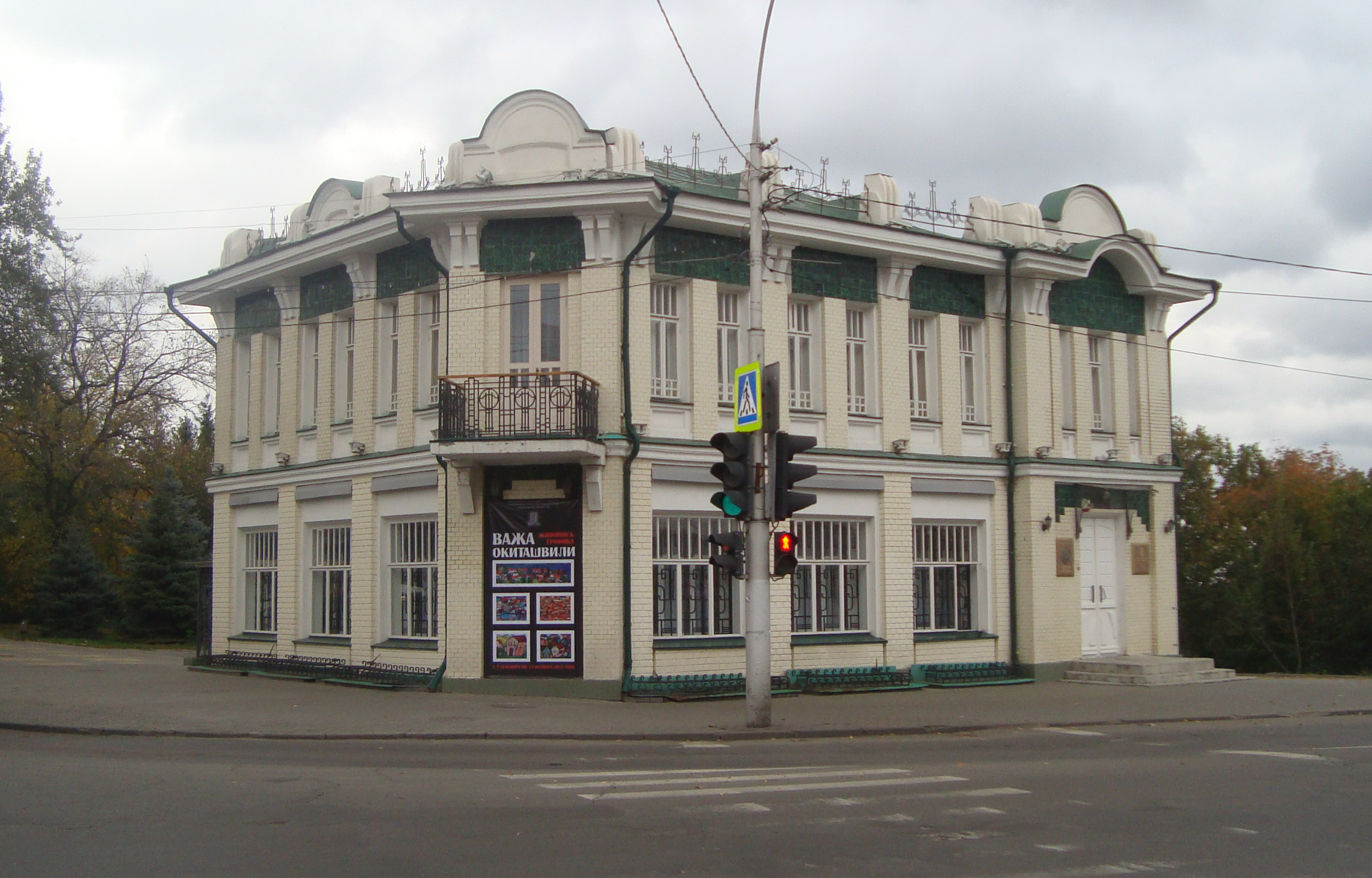
Дом мастера
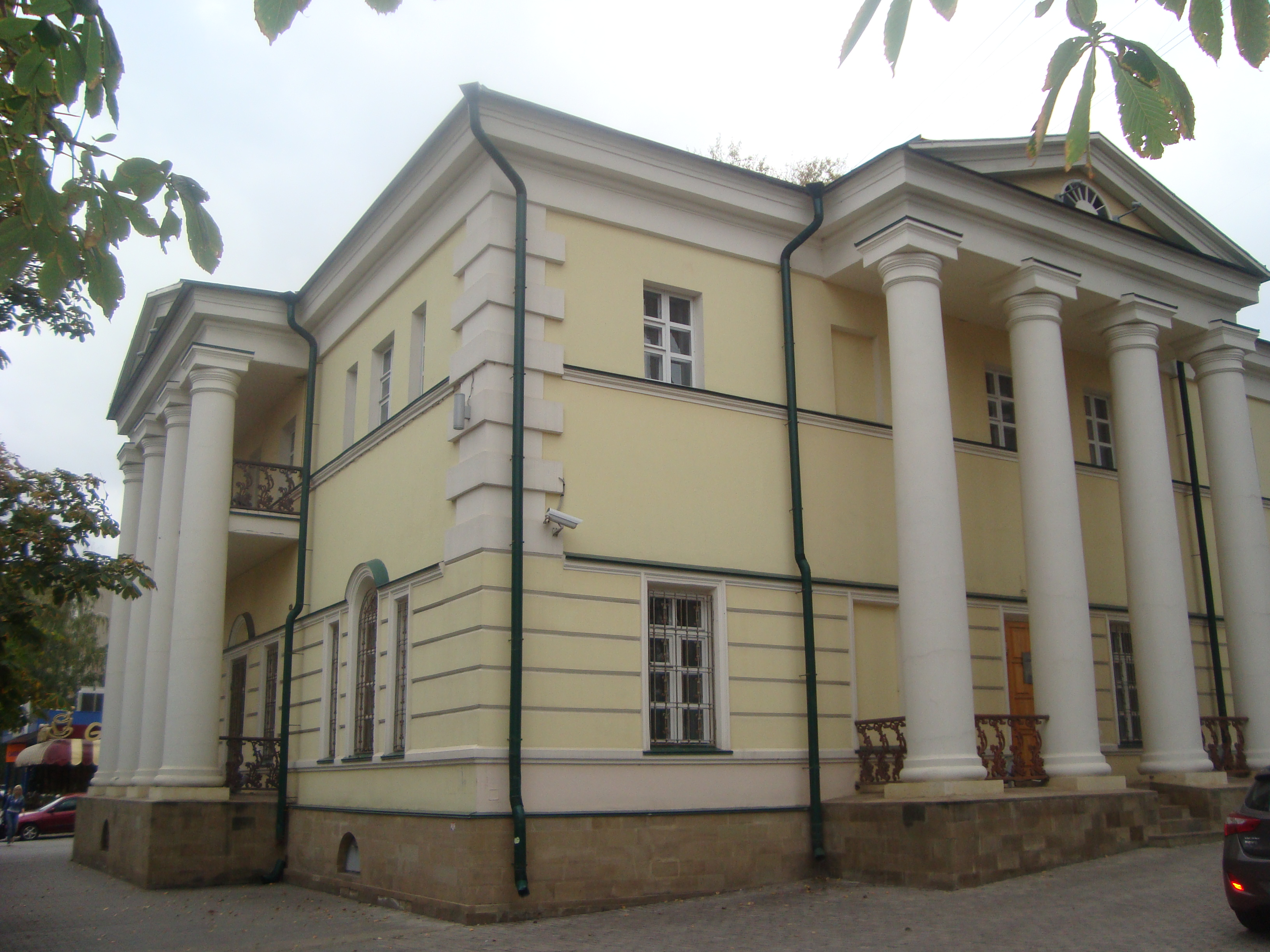
Дом Губина
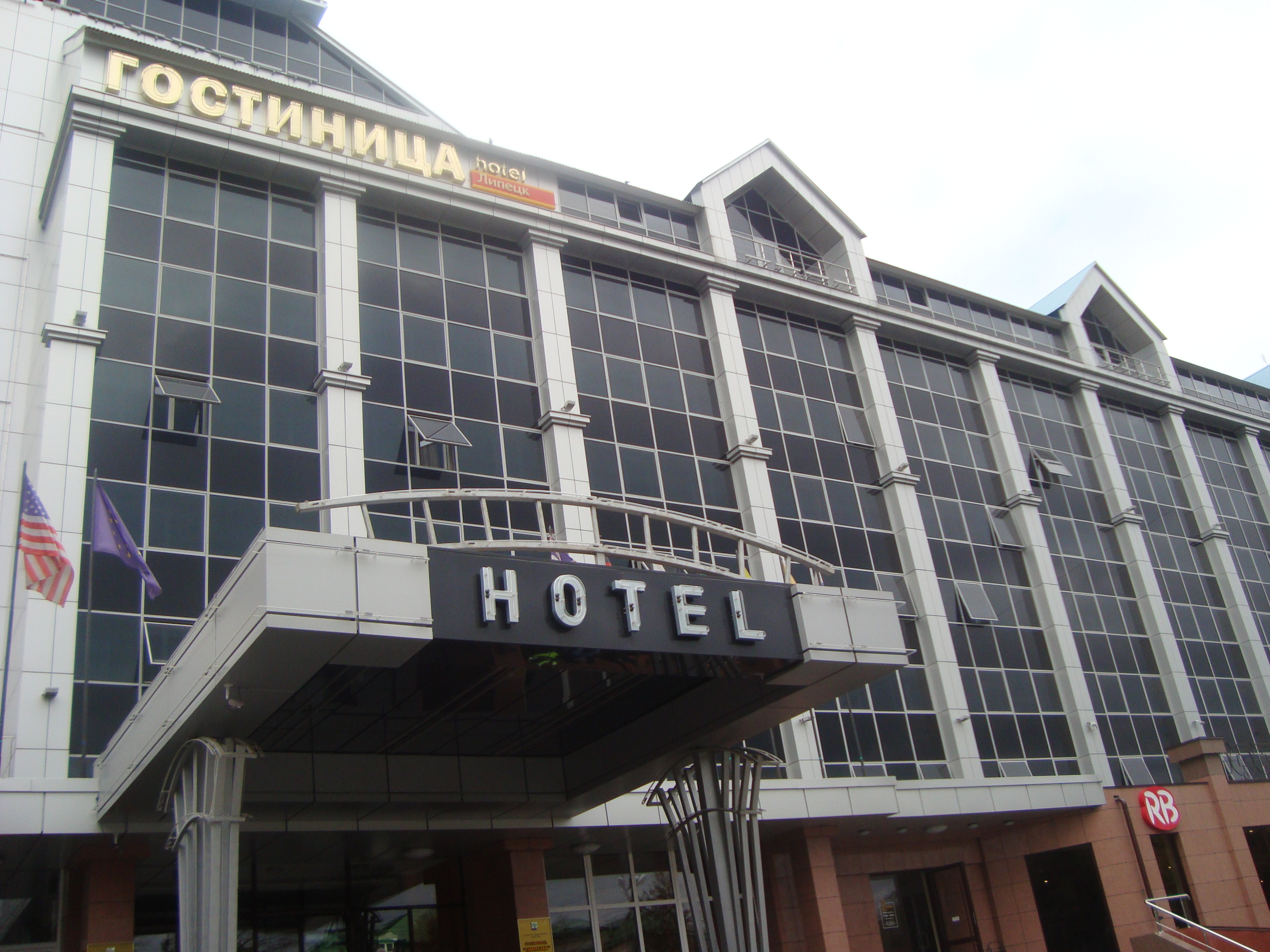
Гостиница «Липецк»
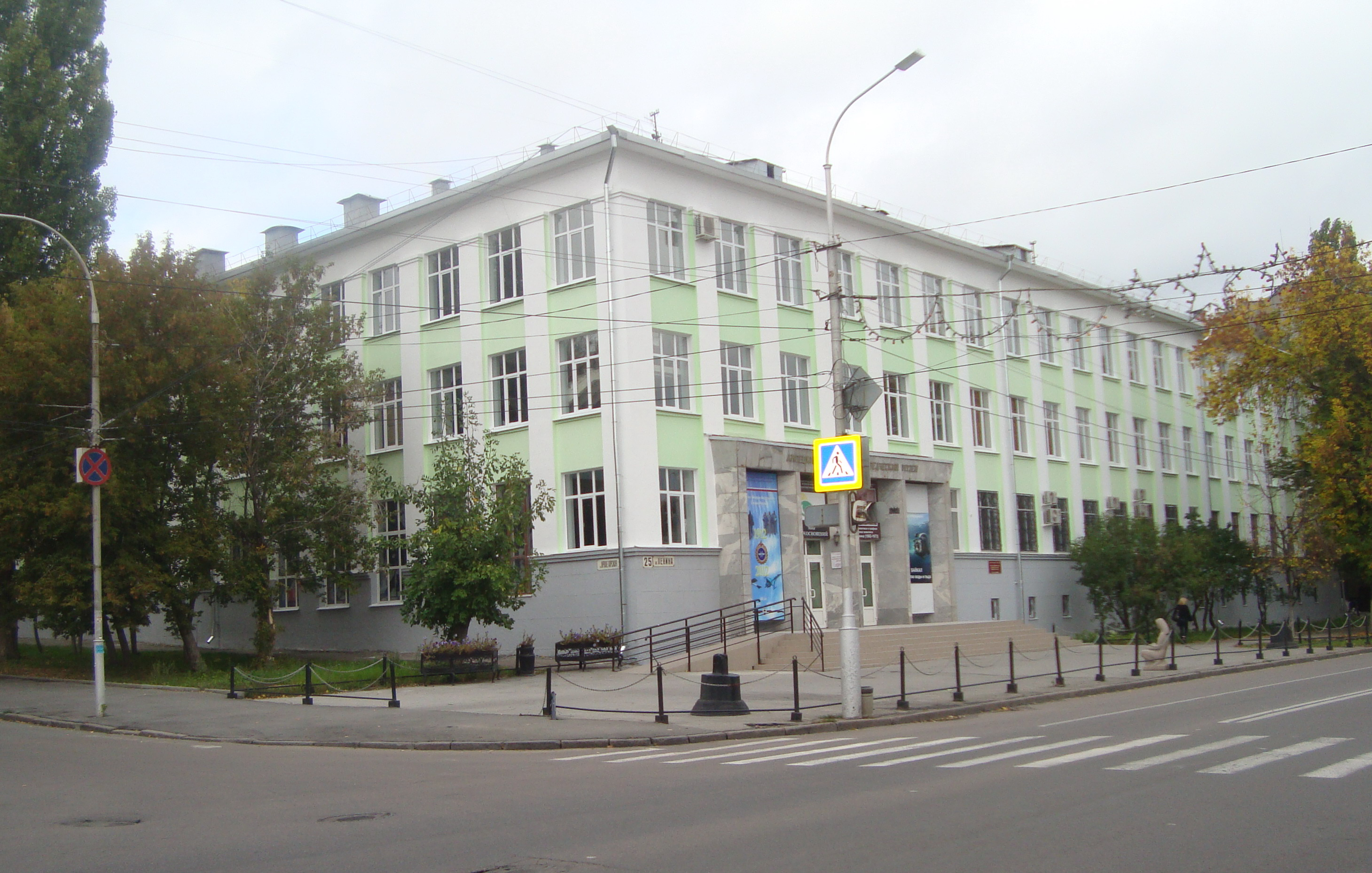
Областной краеведческий музей
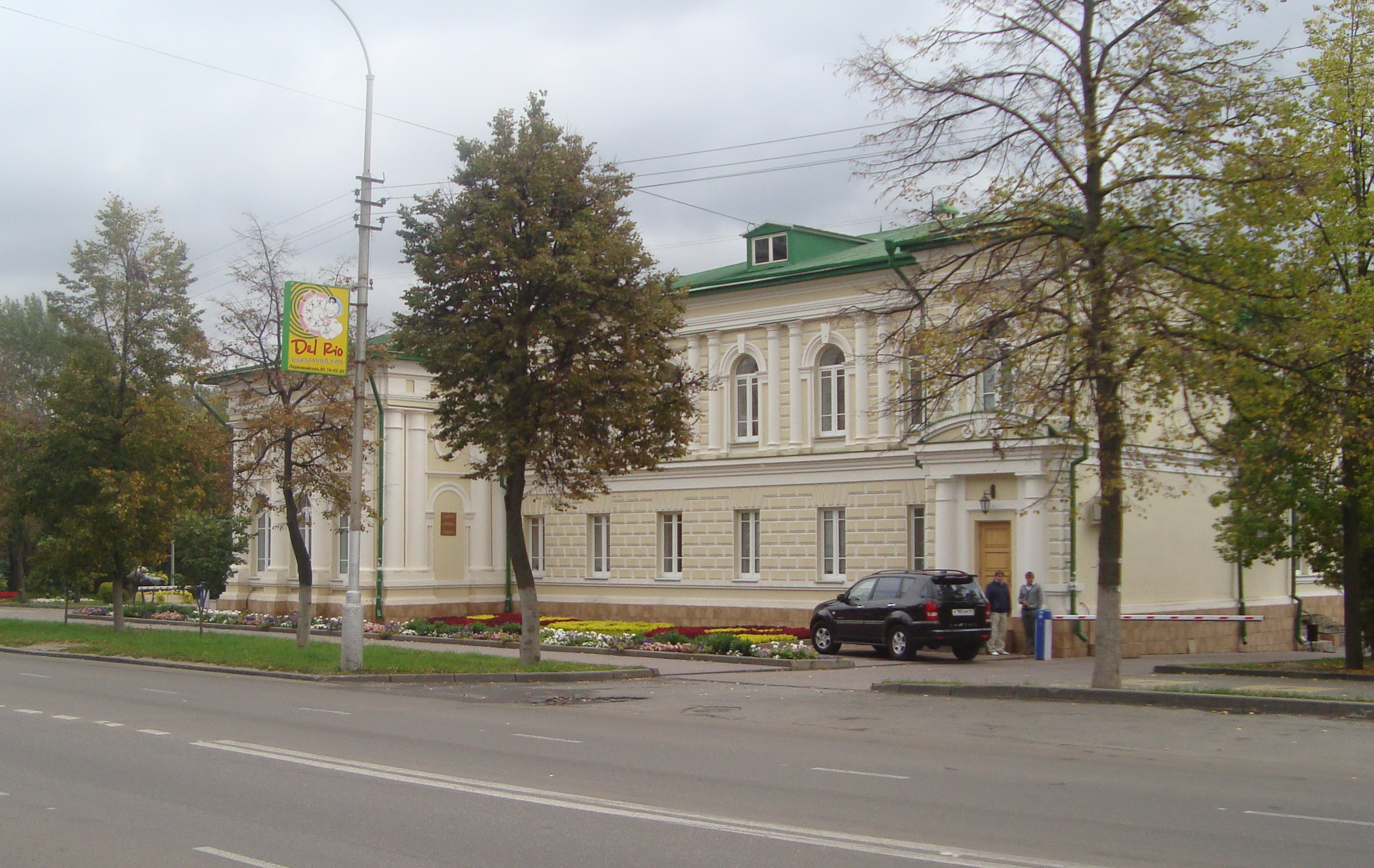
Дворец бракосочетания
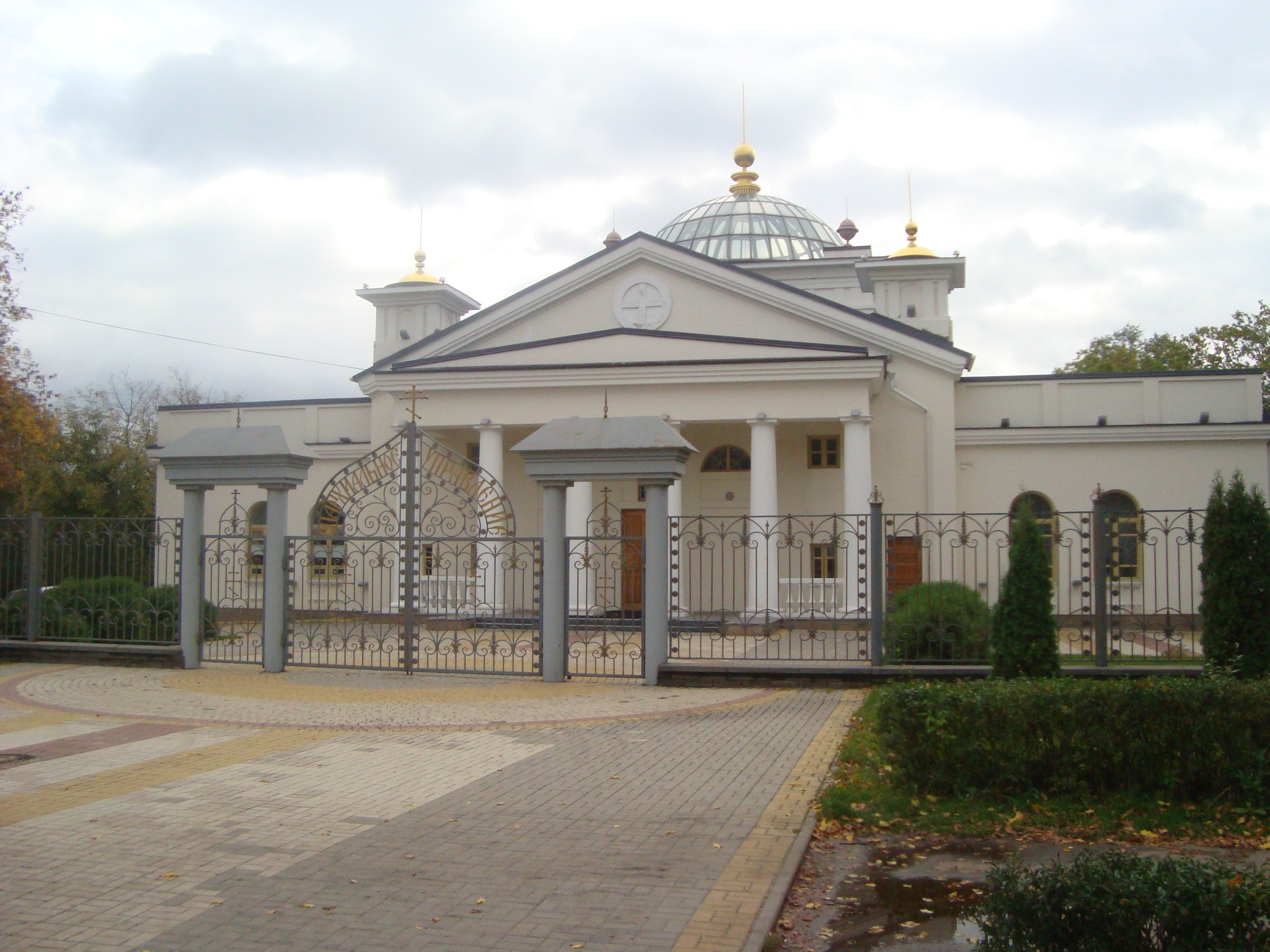
Липецкое епархиальное управление

## Транспорт
- к домам начала улицы — авт. 2, 12, 315, 345, 352, ост.: «Соборная пл.» («Пл. Ленина»); авт. 2, 9т, 12, 300, 302, 306, 315, 322, 325, 345, 352, 359, ост.: «Пл. Плеханова».
- к домам середины улицы — авт. 2, 9т, 12, 300, 302, 315, 345, 352, ост.: «Пролетарская ул.»;
- к домам конца улицы — авт. 2, 12, 302, 315, 345, 352, ост.: «Санаторий „Восход“»; авт. 2, 11, 12, 24, 300, 302, 315, 324, 345, 346, 347, 352 ост.: «Ул. Шкатова».